# 流山温泉駅
流山温泉駅（ながれやまおんせんえき）は、かつて北海道（渡島総合振興局）亀田郡七飯町字東大沼にあった北海道旅客鉄道（JR北海道）函館本線（通称：砂原支線）の駅（廃駅）である。電報略号はナオ。駅番号はN70。

## 歴史
JR北海道が主体となって開発されたリゾート施設、流山温泉へのアクセス駅として開業した。
しかし、流山温泉は経営難から2015年（平成27年）2月28日限りで営業を終了し、その後当駅の利用者が僅少となったことから、開業から約20年となる2022年（令和4年）3月12日のダイヤ改正で廃止となった。

### 年表
- 2002年（平成14年）4月27日：函館本線（砂原支線）池田園駅 - 銚子口駅間に駅として新設開業[3][JR北 1]。旅客のみ取扱い。
- 2007年（平成19年）10月1日：駅ナンバリングを実施[JR北 4]。
- 2013年（平成25年）6月：駅構内に静態保存されていた200系新幹線車両を老朽化のため解体・撤去[JR北 5]。
- 2020年（令和2年）7月2日：JR北海道から函館支社長名で七飯町に対し、当駅他3駅を廃止するか町が管理するか、方針を示してほしい旨書面で協議[4]。その後、同月10日付で七飯町は「当該3駅をそのまま維持管理していくことは困難」と回答[4]。
- 2021年（令和3年）
  - 1月20日：当駅他3駅の見直しについて、地域住民に説明会[4]。
  - 6月15日：七飯町が大沼地域の町内会長と観光団体2団体に対して、当駅他3駅の廃止容認の考えを伝える[4]。
  - 9月13日：JR北海道から社長名で七飯町に対し、当駅他3駅の廃止について正式に文書で通知[5]。
  - 9月18日：同日付『北海道新聞』で、当駅を2022年春実施予定のダイヤ改正での廃止を検討している旨が報道される[新聞 1]。
- 2022年（令和4年）3月12日：利用客減少とダイヤ改正に伴い廃止[JR北 2]。

### 駅名の由来
当駅附近の温泉施設より。同温泉は火山である駒ヶ岳の麓にあり、温泉名は火山によってもたらされた流れ山地形に由来している。

## 駅構造
単式ホーム1面1線を有する地上駅。ホームは線路の南側（森方面に向かって右手側）に存在し、転轍機を持たない棒線駅となっていた。
大沼駅管理（夜間連絡先は森駅）の無人駅であった。ホームのみの駅で駅舎及び待合所は存在しなかった。ホームは東側に階段、その先に誘導ブロック付きのスロープを有し駅施設外に連絡していた。
ホーム向かいに北海道道338号大沼公園線が通っているが、連絡通路は設置されていない。そのため、駅外との出入りは、隣接する「大沼流山牧場」の私有地を経由する必要があった。同施設は団体予約日を除いて休業中となっており、駅への動物などの進入防止のため、駅との連絡通路はロープで封鎖されている。そのような駅構造のため、駅外との出入りができないとの誤認もあるが、駅利用者はロープを外すかくぐって大沼流山牧場の私有地を通行することが許可されていた。
駅開業前の2001年（平成13年）11月15日から、ホームに沿う形で東北・上越新幹線で使われていた200系が静態保存・展示されていた 。これらは2001年（平成13年）9月に廃車となったF37編成（廃車直前はJR東日本仙台総合車両所〔当時〕所属）の一部で、先頭車2両（1号車：222-15、12号車：221-15）にグリーン車（11号車：215-15）を挟んだ3両編成となっていた 。当初の流山温泉の運営会社「北海道企画開発」に東日本旅客鉄道（JR東日本）も出資していたことから実現したもので、新幹線の北海道への延長を願って設置されたという。その後、北海道新幹線の札幌延伸が決定して役目を終えたことや、老朽化が著しいことなどを理由に2013年（平成25年）6月までに全車両が解体・撤去され、以降は同形式の先頭部連結器カバーと動力車（モーター車）の車輪付き車軸が残るのみとなっていた。

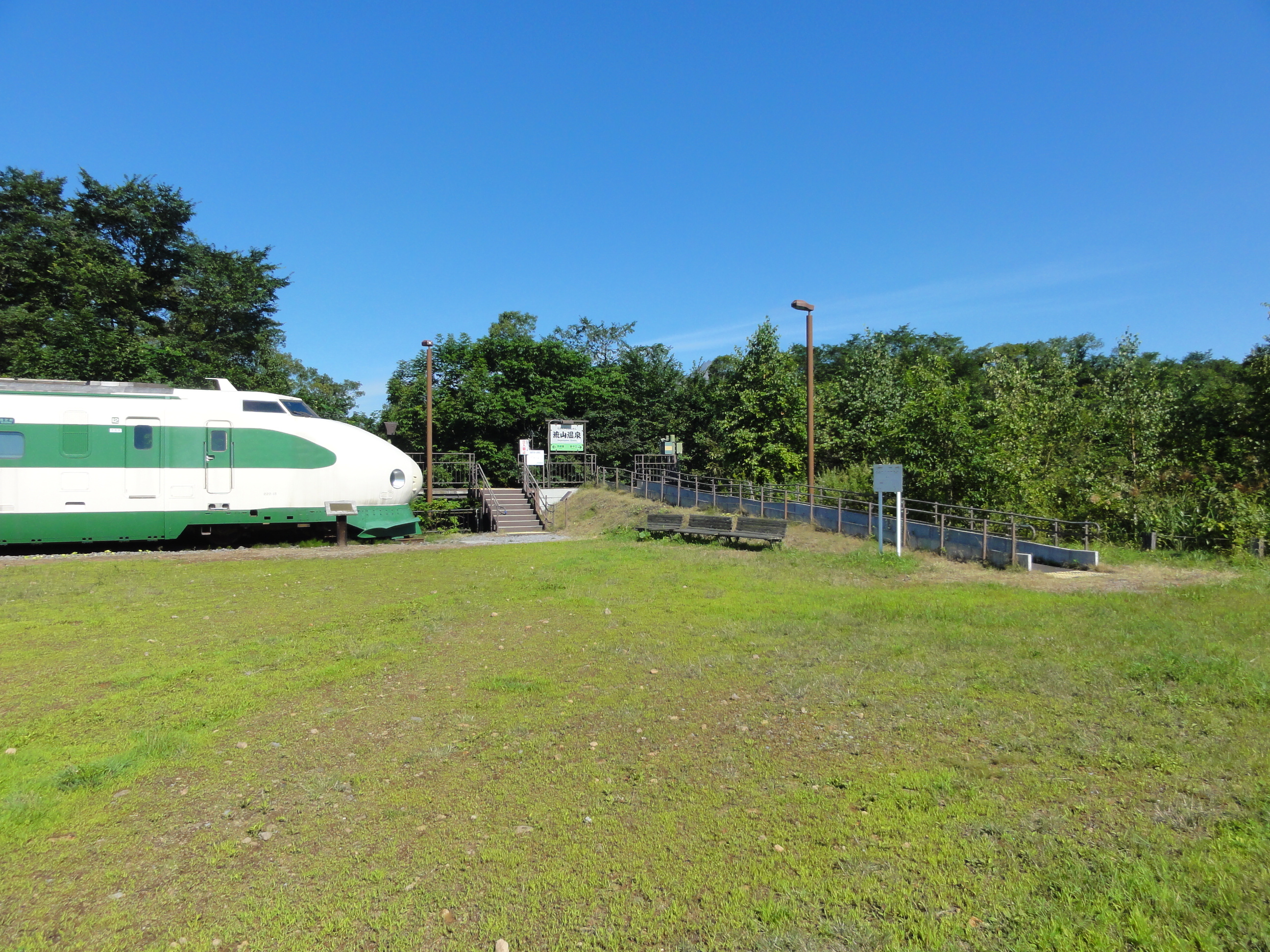
200系撤去前の駅前（2011年8月）
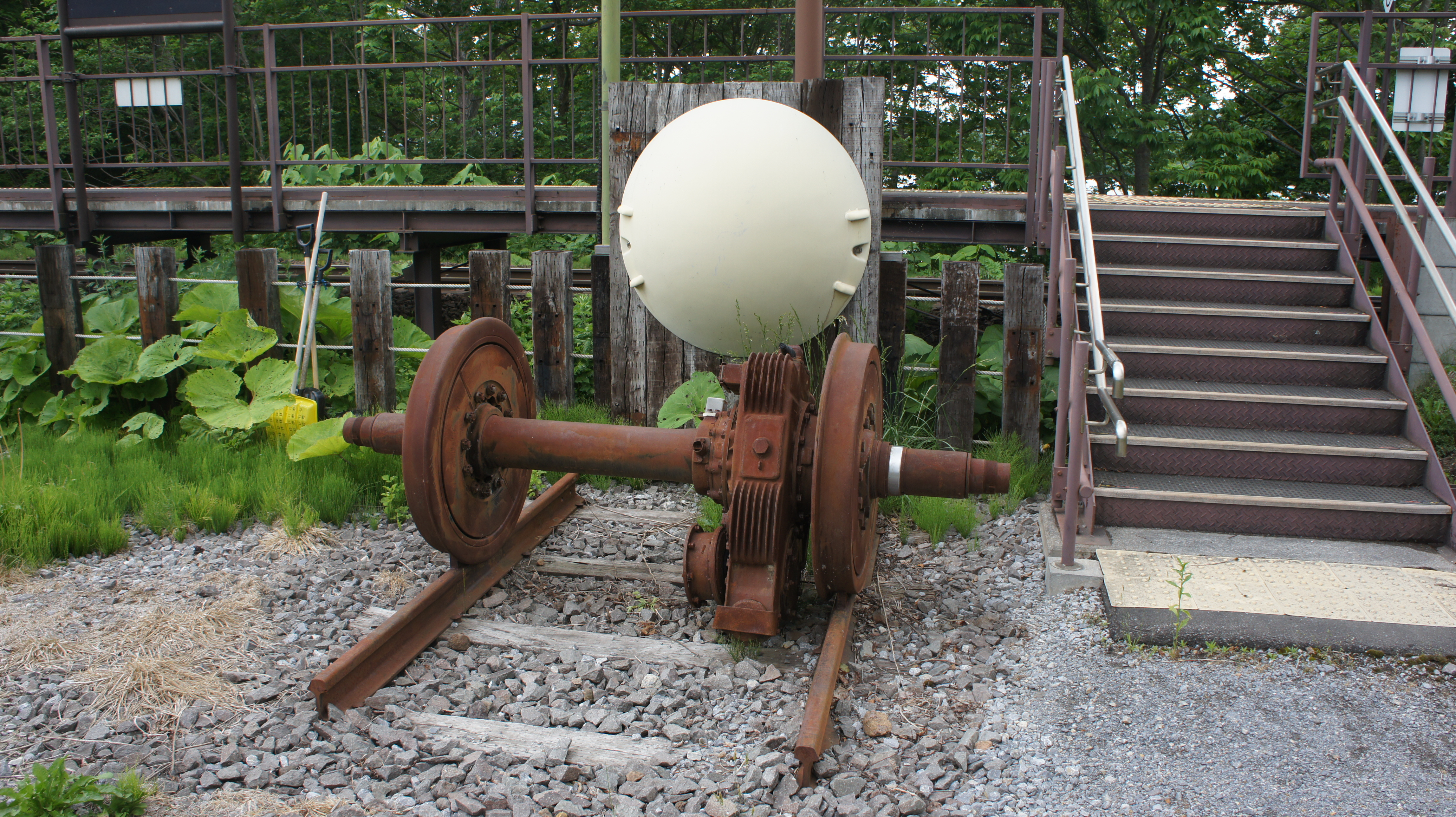
保存されている200系の連結器カバーと車軸。車軸にぶら下がっているのは減速歯車装置（2018年6月）
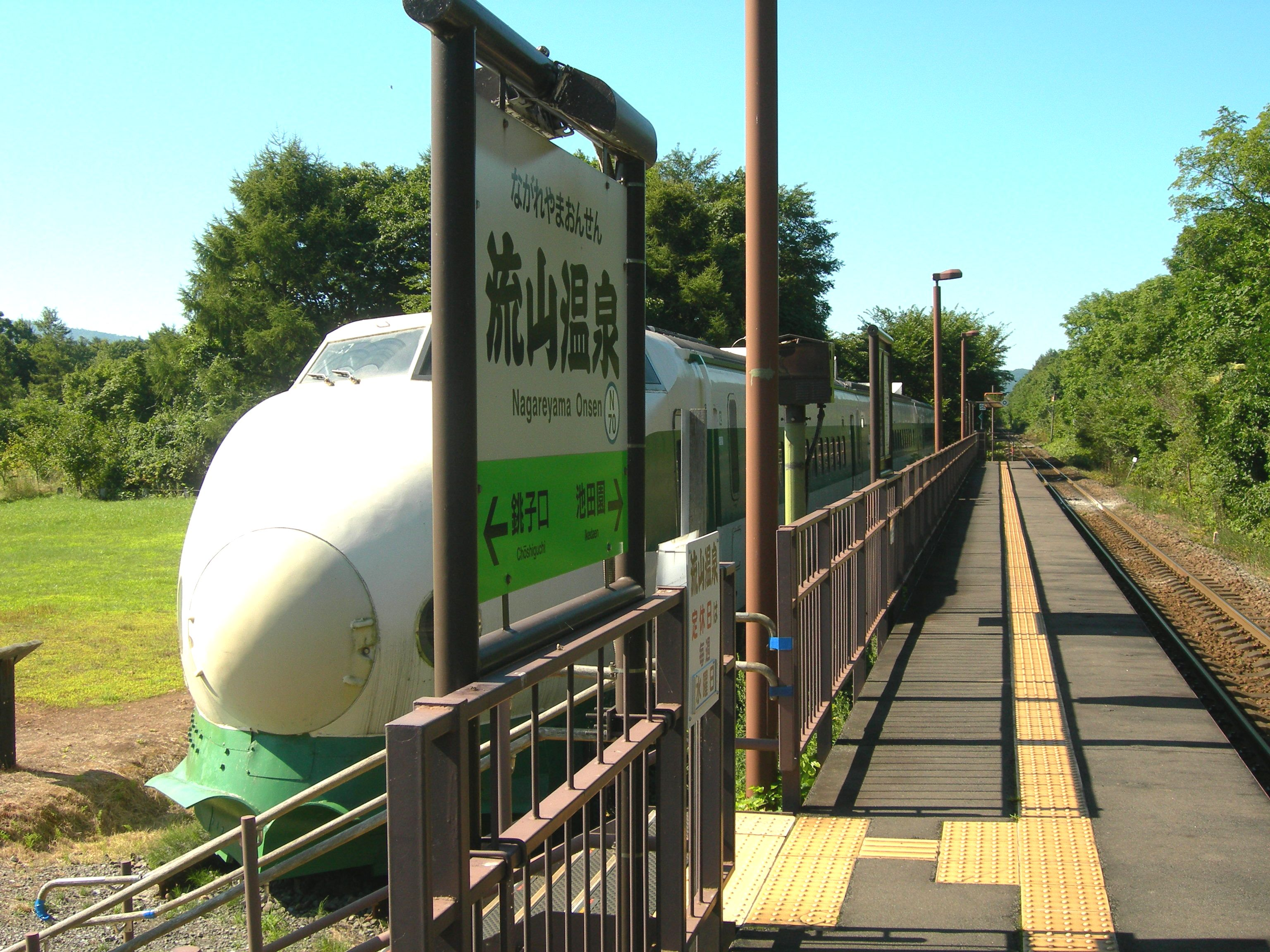
200系撤去前のホーム（2011年8月）
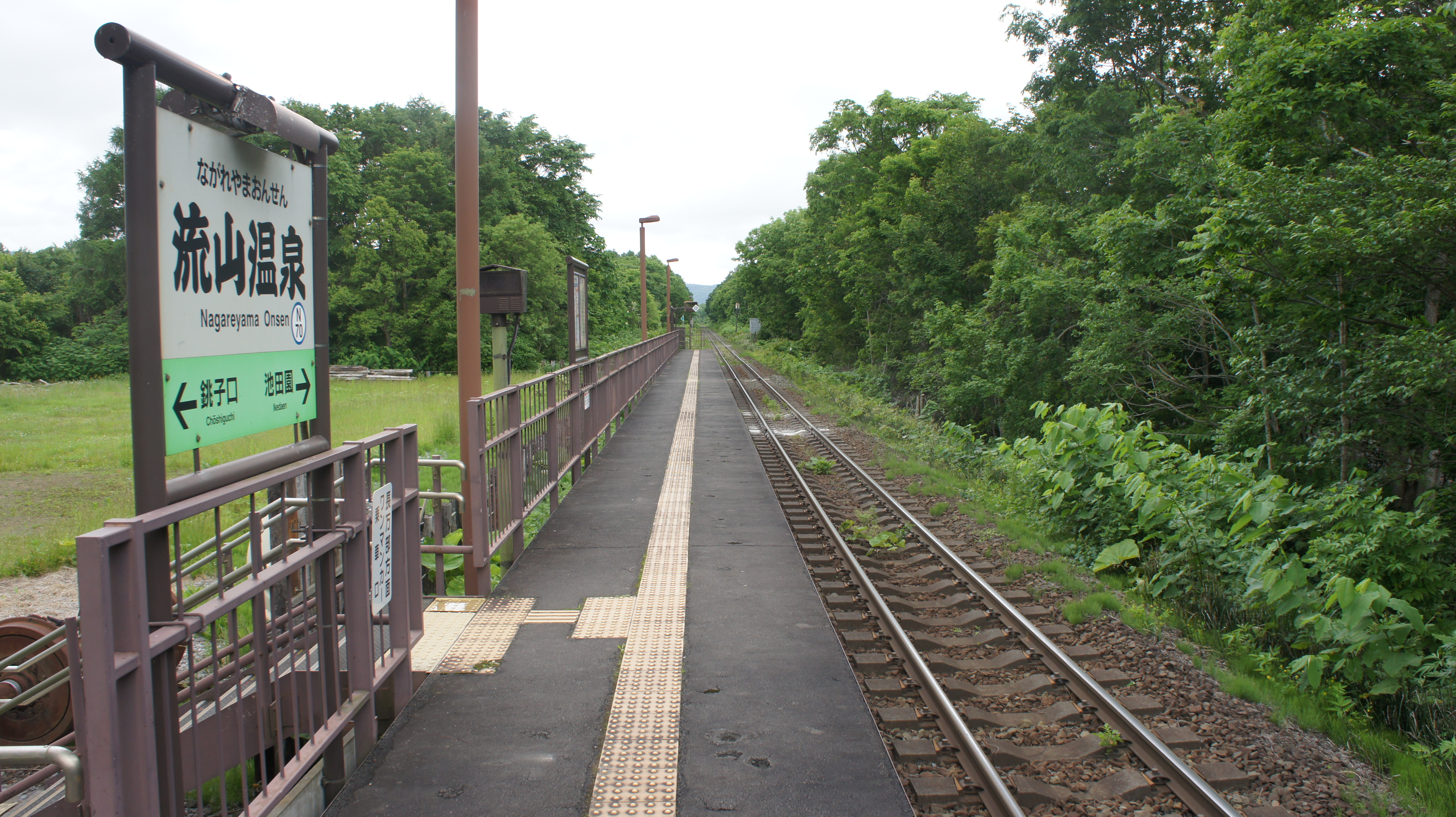
200系撤去後のホーム（2018年6月）

## 利用状況
- 2011 - 2015年（平成23 - 27年）の乗降人員調査（11月の調査日）平均は「10名以下」[JR北 6]。
- 2013 - 2017年（平成25 - 29年）の乗車人員（特定の平日の調査日）平均は2.2人[9]。
- 2014 - 2018年（平成26 - 30年）の乗車人員（特定の平日の調査日）平均は2.4人[10]、乗降人員調査（11月の調査日）平均は「3名以下」[JR北 7]。
- 2015 - 2019年（平成27 - 令和元年）の乗降人員調査（11月の調査日）平均は「1名以下」[JR北 8]。
- 2016 - 2020年（平成28 - 令和2年）の乗降人員調査（11月の調査日）平均は「1名以下」[JR北 9]。

## 駅周辺
少し離れたところに東大沼の集落があるが、朝・夜間（流山温泉の営業時間外）は列車が通過していたため、通学や通勤には不便であった。
- 北海道道43号大沼公園鹿部線
- 七飯町立東大沼小学校
- 流山温泉 - JR北海道直営の温泉施設[7]。流政之監修[7]。レストランには鉄道関連の古い備品が保存・展示され[11]、敷地内の無料休憩所にはJR北海道海峡線で走っていた「カーペットカー」仕様の50系客車が設置されていた[2]。2015年（平成27年）2月28日限りで営業を終了し、「どさんこミュゼ株式会社」に事業譲渡[JR北 10]。現在は「パド・ミュゼ (Paard Musée) 大沼流山牧場」となっている。
- 大沼
- ひまわり畑

### バス路線
- 函館バス「東大沼」停留所（道道43号線沿い）

2016年（平成28年）3月26日、パド・ミュゼ大沼流山牧場すぐの地点に、大沼交通「大沼流山牧場」停留所が設置された。しかし2019年（平成31年）1月16日より運行を休止、2021年（令和3年）4月時点で廃止された。

## その他
2007年（平成19年）10月1日より実施されているJR北海道の駅ナンバリングにおいて、函館本線砂原支線に設定されている「N」の区間記号は当駅に由来しており、駅廃止後も変更されていない。

## 隣の駅
北海道旅客鉄道（JR北海道）
■函館本線（砂原支線）（当駅廃止時点）
池田園駅 (N71) - 流山温泉駅 (N70) - 銚子口駅 (N69)

### JR北海道
1. 1 2 3  『「流山温泉」の開業について』（プレスリリース）北海道旅客鉄道、2002年2月27日。オリジナルの2002年4月12日時点におけるアーカイブ。2002年4月12日閲覧。
2. 1 2 3  『2022年3月ダイヤ改正について』（PDF）（プレスリリース）北海道旅客鉄道、2021年12月17日。オリジナルの2021年12月17日時点におけるアーカイブ。2021年12月17日閲覧。
3. 1 2  『「流山温泉」駅の新設について』（プレスリリース）北海道旅客鉄道、2001年10月24日。オリジナルの2002年4月12日時点におけるアーカイブ。2002年4月12日閲覧。
4. 1 2  『駅番号表示（駅ナンバリング）を実施します』（PDF）（プレスリリース）北海道旅客鉄道、2007年9月12日。オリジナルの2007年9月30日時点におけるアーカイブ。2007年9月30日閲覧。
5. 1 2  『流山温泉駅に設置されている新幹線200系車両の撤去について』（PDF）（プレスリリース）北海道旅客鉄道、2013年5月24日。オリジナルの2013年6月12日時点におけるアーカイブ。2015年1月6日閲覧。
6. ↑  “極端にご利用の少ない駅（3月26日現在）” (PDF). 平成28年度事業運営の最重点事項.   北海道旅客鉄道. p. 6 (2016年3月28日). 2017年9月25日閲覧。
7. ↑  “駅別乗車人員” (PDF). 全線区のご利用状況（地域交通を持続的に維持するために）.   北海道旅客鉄道. 2020年1月20日時点のオリジナルよりアーカイブ。2020年1月20日閲覧。
8. ↑  “駅別乗車人員” (PDF). 地域交通を持続的に維持するために > 全線区のご利用状況.   北海道旅客鉄道 (2020年10月30日). 2020年11月2日時点のオリジナルよりアーカイブ。2020年11月4日閲覧。
9. ↑  “駅別乗車人員” (PDF). 地域交通を持続的に維持するために > 全線区のご利用状況.   北海道旅客鉄道 (2021年9月30日). 2022年1月1日時点のオリジナルよりアーカイブ。2022年1月1日閲覧。
10. ↑  『流山温泉等の営業終了について』（PDF）（プレスリリース）北海道旅客鉄道函館支社、2015年2月12日。オリジナルの2016年6月25日時点におけるアーカイブ。2016年6月25日閲覧。

### 新聞記事
1. 1 2  “JR函館線 廃止協議は流山温泉など5駅”. 北海道新聞. (2021年9月18日).  オリジナルの2021年9月18日時点におけるアーカイブ。 2021年9月18日閲覧。
2. 1 2 3  “道内には既に新幹線が上陸していた!? 流山温泉駅に200系展示のナゼ” (日本語). 北海道ファンマガジン. たびまにあの点描北海道（北海道を旅する） (北海道リレーション). (2012年11月5日).  オリジナルの2014年7月13日時点におけるアーカイブ。 2015年1月6日閲覧。